# Książęta Spoleto
Książę Spoleto – tytuł przysługujący władcom Spoleto, księstwa ustanowionego w 572 roku przez księcia Faroalda I. Księstwo od swego powstania do 1208 znajdowało się w orbicie papiestwa, a w latach 1056–1057 i 1208–1808 księstwo było okupowane przez państwo kościelne. Z państwem papieża o zwierzchność nad Spoleto walczyła Toskania, która kilka razy okupowała księstwo. W 1904 roku księstwo zostało reaktywowane przez króla Wiktora Emanuela III, ale tytuł księcia Spoleto zaczął przysługiwać księciu Aosty.

## Książęta Spoleto
- Faroald I 572–592
- Ariulf 592–602
- Teodelap 602–650
- Atto 650–665
- Trazymund I 665–703
- Faroald II 703–724
- Trazymund II 724–739, po raz pierwszy
- Hilderyk 739–740
- Trazymund II 740–742, po raz drugi
- Agiprand 742–744
- Trazymund II 744–745, po raz trzeci
- Lupus 745–752
- Unulf 752
- Aistulf 752–756
- Ratchis 756–757, również król Longobardów
- Alboin 757–759
- Dezyderiusz 758–759, również król Longobardów
- Gisulf 758–763
- Teodyk 763–773
- Hildeprand 774–788

### Frankowie
- Winiges 789–822
- Suppo I 822–824
- Adelard 824
- Mauring 824
- Adelchis I 824–834
- Lambert 834–836
- Berengar 836–841
- Gwido I 842–859
- Lambert I 859–871, po raz pierwszy
- Suppo II 871–876
- Lambert I 876–880, po raz drugi
- Gwido II 880–883
- Gwido III 883–894
- Lambert II 894–898
- Gwido IV 895–898

### Włosi
- Alberyk I 898–922
- Boniface I 923–928
- Piotr 924–928
- Teobald I 928–936
- Anskar 936–940
- Sarlione 940–943
- Hubert 943–946
- Bonifacy II 946–953
- Teobald II 953–959
- Trazymund III 959–967
- Pandulf I 967–981
- Landulf 981–982
- Trazymund IV 982–989
- Hugo Wielki 989–996
- Konrad 996–998
- Ademar 998–999
- Romanus 1003–1010
- Rainier 1010–1020
- Hugo II 1020–1035
- Hugo III 1036–1043
- Do Toskanii 1043–1056
- Do papiestwa 1056–1057
- Do Toskanii  1057–1082
- Rainier II 1082–1086
- Do Toskanii 1086–1093
- Werner II 1093–1119
- Do Toskanii 1119–1172
- Ridelulf 1172–1777
- Konrad II 1177–1198, po raz pierwszy
- Pandulf II 1190–1195
- Henryk 1195–1198
- Konrad II 1198–1205, po raz drugi
- Diepold 1209–1225
- Rainald 1225–1228
- Do papiestwa 1228–1808

#### Książęta Aosty
- Aimone I 1904–1948
- Amadeusz I od 1948